# Lex Papiria Julia de mulctarum aestimatione
La lex Papiria Julia de mulctanum aestimatione va ser una antiga llei romana proposada pels cònsols Luci Juli Jul i Gai Papiri Cras. Fixava els imports de les multes, encara que no se'n sap concretament el contingut però es pensa que renovava el que havia proposat la llei Aternia Tarpeia. El poble la va veure de manera favorable.